# اس‌اس مونتری
اس‌اس مونتری (به انگلیسی: SS Monterey) یک کشتی بود که طول آن ۶۳۲ فوت (۱۹۳ متر) بود. این کشتی در سال ۱۹۳۱ ساخته شد.